# Chris Vermeulen
Chris Vermeulen (Brisbane, 1982. június 19. –) ausztrál gyorsaságimotor-versenyző. 2003 Supersport világbajnoka.
2000-től 2003-ig a Supersport-világbajnokság tagja volt, majd a Superbike vb-re váltott. 2005 és 2009 között a MotoGP mezőnyét erősítette, majd 2010-ben és 2011-ben ismét a Superbike vb-n versenyzett néhány futam erejéig.

## Karrierje

### Supersport
Karrierjét az ausztrál Superbike-bajnokságban kezdte még 1999-ben, ahol annak ellenére kapott szerződést, hogy előtte csak minimális profi versenyen indult. Itt nyolcadikként zárta a szezont, legjobb eredménye pedig egy negyedik helyezés volt a versenyeken. A nyolcadik hely mellé összejött egy nagyobb siker is, ugyanis ő nyerte abban az évben a privát bajnokságot, vagyis a nem gyári támogatással versenyzők között végzett ő az élen. Ezt követően mentora, Barry Sheene Angliában szervezett neki versenyeket, a brit Superbike- és Supersport-bajnokságokban. Mivel itt is jól ment, nem sokkal később már a világbajnokság következhetett.
A Supersport-világbajnokságon 2000-ben mutatkozhatott be, azonban ez, valamint a 2001-es szezon még csak afféle tanulóidőszak volt, ugyanis mindössze egyszer sikerült a legjobb öt között befejeznie a futamokat. 2002-ben a holland Gerrit ten Kate csapatához került, ahol megszerezte első dobogós helyezéseit, valamint egy összetett hetedik helyezést is. 2003-ban már a csapat első számú versenyzője lett, és megszerezte a világbajnoki címet is, ezzel pedig a legfiatalabb versenyző lett, akinek ez sikerült.

### Superbike
2004-ben is, immár a Superbike-világbajnokságon, maradt a Ten Kate Racing csapatánál. Négy győzelmével és öt további dobogós helyezésével a negyedik helyet érte el, ezzel az egyetlen nem Ducatis versenyző lett a legjobb nyolcban. Érdekesség, hogy Vermeulen annak ellenére tudott kimagasló teljesítményt nyújtani, hogy Hondájában sok utcai alkatrész is megtalálható volt.
2005-öt a Yamahák és a Suzukik dominálták, ennek ellenére Vermeulen és csapata megmaradtak a jól bevált Hondánál, sőt, egy másodikat is indítottak, Vermeulen csapattársa Karl Muggeridge lett. Vermeulen nagyon jól teljesített, és számos győzelmet aratott 2005-ben is. Igaz, a szezon kicsit nehezen indult be számára, és csak a monzai második futamon szerezte meg első győzelmét, de kiegyensúlyozott teljesítményének köszönhetően a másik olasz versenyhelyszínen, Imolában ötvenöt pontra közelítette meg az élen álló honfitársát, Troy Corsert. A világbajnokságot az döntötte el végleg Corser javára, hogy a második imolai futamot törölték, így mindössze ötven megszerezhető pont maradt a szezon végéig. A második hely viszont mindenféle különösebb izgalom nélkül Vermeulené lett.

### MotoGP
2005-ben egy Honda nyergében részt vett a MotoGP szezon utolsó két futamán, a hazai ausztrál és a török nagydíjon. Mindkétszer tizenegyedik, vagyis pontszerző lett, ennek ellenére a Hondától csak egy újabb Superbike-évre kapott volna szerződést, így a Suzukihoz igazolt, ahol csapattársa egy másik fiatal, az amerikai John Hopkins lett.
A 2006-os szezonban gyorsan komoly sikereket ért el, ugyanis már a harmadik futamon, Isztambulban megszerezte a pole-pozíciót az esős időmérőn. Később ezt Laguna Secában is meg tudta ismételni, ugyanis Superbike-éveiből volt tapasztalata a pályán, míg a MotoGP 1993 óta először látogatott el erre a helyszínre. A versenyen technikai problémák hátráltatták, így nem tudott a győzelemért harcolni, és csak ötödik lett. A hazai versenyen ismét nagyot alkotott, ugyanis miután a mezőny esőgumikra váltott, ő volt messze a leggyorsabb a mezőnyben, és a szárazon összeszedett hátrányt ledolgozva egészen a második helyig zárkózott fel. A szezont végül kilencvennyolc ponttal a tizenegyedik helyen zárta.
A 2007-es szezon jelentette az átállást a nyolcszáz köbcentiméteres motorokra (korábban 1000 köbcentiméteres motorokkal versenyeztek). Vermeulen ebben az évben is az esős versenyeken érezte a legjobban magát, első győzelmét is a nehéz körülmények között szerezte meg Franciaországban. A győzelem értékét tovább növelte, hogy a verseny egy pontján tizenkettedik is volt, innen kellett felzárkóznia. Ugyancsak esett a Donington Parkban, amikor ismét felállhatott a dobogóra, valamint a holland TT időmérőjén is, ahol pedig a pole-pozíciót sikerült megszereznie. Az amerikai versenyen szárazon is megmutatta magát, a harmadik helyről startolva másodikként intették le honfitársa, Casey Stoner mögött. Még egyszer, Misanóban állhatott dobogóra, a szezont pedig az előkelő hatodik helyen zárta.
A 2008-as év során már többet küszködött a Suzuki, ugyanis sem Vermeulen, sem csapattársa, a veterán Loris Capirossi nem tudott győzelmet szerezni a gyár számára. Vermeulen számára mindössze két harmadik hely jött össze a német és az amerikai nagydíjon. 2009 még rosszabbul sikerült, ugyanis immár a csapattárs is gyorsabb volt Vermeulennél, a futamokon pedig csak egy top 5-ös helyezést sikerült elérni. Ennek következtében a Suzuki nem hosszabbította meg Vermeulen szerződését, helyére 2010-re a spanyol Álvaro Bautista került.

### Ismét Superbike
2010-re visszatért a Superbike-ba, a Kawasakinál Tamadát váltotta. Rögtön a szezonnyitó ausztrál nagydíjon megsérült, így a következő két versenyt ki kellett hagynia. Bár visszatért, és szerzett is néhány pontot, Csehországban ismét rásérült fájó térdére, így orvosai tanácsára az év hátralévő részét kihagyta. 2011-ben is futott néhány versenyt, ám ismét Brnóban következett el az a pont, ahol fel kellett adnia az idény hátralévő részét.
Legutóbb 2012-ben versenyzett a MotoGP-ben, ekkor egy versenyen, Franciaországban beugróként indult. A pontszerzés nem sikerült, mindössze tizenhetedikként zárt.

## Teljes Superbike-eredménylistája
(Táblázat értelmezése)

(Félkövér: pole-pozícióból indult; dőlt: leggyorsabb kört futott) 

| Év   | Motor    | 1       | 1       | 2       | 2       | 3       | 3       | 4       | 4       | 5      | 5      | 6      | 6      | 7      | 7      | 8      | 8       | 9       | 9       | 10    | 10    | 11      | 11      | 12    | 12      | 13  | 13  | Poz. | Pont | Forrás |
| Év   | Motor    | V1      | V2      | V1      | V2      | V1      | V2      | V1      | V2      | V1     | V2     | V1     | V2     | V1     | V2     | V1     | V2      | V1      | V2      | V1    | V2    | V1      | V2      | V1    | V2      | V1  | V2  | Poz. | Pont | Forrás |
| ---- | -------- | ------- | ------- | ------- | ------- | ------- | ------- | ------- | ------- | ------ | ------ | ------ | ------ | ------ | ------ | ------ | ------- | ------- | ------- | ----- | ----- | ------- | ------- | ----- | ------- | --- | --- | ---- | ---- | ------ |
| 2004 | Honda    | SPA 12  | SPA 5   | AUS 2   | AUS 2   | SMR 5   | SMR 12  | ITA 4   | ITA DSQ | GER 15 | GER 8  | GBR 2  | GBR 1  | USA 1  | USA 1  | GBR 4  | GBR 3   | NED 5   | NED 1   | ITA 2 | ITA 6 | FRA Ret | FRA Ret |       |         |     |     | 4.   | 282  | [ 9 ]  |
| 2005 | Honda    | QAT 8   | QAT 4   | AUS 3   | AUS 4   | SPA 2   | SPA 2   | ITA Ret | ITA 1   | EUR 4  | EUR 4  | SMR 2  | SMR 2  | CZE 8  | CZE 3  | GBR 4  | GBR 3   | NED 1   | NED 1   | GER 1 | GER 2 | ITA 1   | ITA C   | FRA 1 | FRA Ret |     |     | 2.   | 379  | [ 9 ]  |
| 2010 | Kawasaki | AUS Ret | AUS Ret | POR DNS | POR DNS | SPA     | SPA     | NED 17  | NED 14  | ITA 18 | ITA 13 | RSA 18 | RSA 16 | USA 15 | USA 13 | SMR 16 | SMR 15  | CZE Ret | CZE Ret | GBR   | GBR   | GER     | GER     | ITA   | ITA     | FRA | FRA | 21.  | 10   | [ 9 ]  |
| 2011 | Kawasaki | AUS     | AUS     | GBR DNS | GBR DNS | NED Ret | NED DNS | ITA DNS | ITA DNS | USA    | USA    | SMR 14 | SMR 10 | SPA 12 | SPA 14 | CZE 18 | CZE DNS | GBR     | GBR     | GER   | GER   | ITA     | ITA     | FRA   | FRA     | POR | POR | 20.  | 14   | [ 9 ]  |

## Teljes MotoGP-eredménylistája
(Táblázat értelmezése)

(Félkövér: pole-pozícióból indult; dőlt: leggyorsabb kört futott) 

| Év   | Géposztály | Motor  | 1      | 2       | 3      | 4       | 5      | 6      | 7     | 8      | 9      | 10     | 11     | 12     | 13     | 14     | 15      | 16     | 17      | 18     | Poz. | Pont |
| ---- | ---------- | ------ | ------ | ------- | ------ | ------- | ------ | ------ | ----- | ------ | ------ | ------ | ------ | ------ | ------ | ------ | ------- | ------ | ------- | ------ | ---- | ---- |
| 2005 | MotoGP     | Honda  | SPA    | POR     | CHN    | FRA     | ITA    | CAT    | NED   | USA    | GBR    | GER    | CZE    | JPN    | MAL    | QAT    | AUS 11  | TUR 11 | VAL     |        | 21.  | 10   |
| 2006 | MotoGP     | Suzuki | SPA 12 | QAT Ret | TUR 7  | CHN Ret | FRA 10 | ITA 14 | CAT 6 | NED 10 | GBR 16 | GER 7  | USA 5  | CZE 12 | MAL 11 | AUS 2  | JPN 11  | POR 9  | VAL Ret |        | 11.  | 98   |
| 2007 | MotoGP     | Suzuki | QAT 7  | SPA 9   | TUR 11 | CHN 7   | FRA 1  | ITA 8  | CAT 7 | GBR 3  | NED 16 | GER 11 | USA 2  | CZE 5  | SMR 2  | POR 13 | JPN 11  | AUS 8  | MAL 7   | VAL 6  | 6.   | 179  |
| 2008 | MotoGP     | Suzuki | QAT 17 | SPA 10  | POR 8  | CHN Ret | FRA 5  | ITA 10 | CAT 7 | GBR 8  | NED 7  | GER 3  | USA 3  | CZE 6  | SMR 5  | IND 9  | JPN Ret | AUS 15 | MAL 9   | VAL 13 | 8.   | 128  |
| 2009 | MotoGP     | Suzuki | QAT 7  | JPN 10  | SPA 10 | FRA 6   | ITA 10 | CAT 11 | NED 5 | USA 8  | GER 13 | GBR 13 | CZE 11 | IND 11 | SMR 9  | POR 10 | AUS 11  | MAL 6  | VAL 15  |        | 12.  | 106  |
| 2012 | MotoGP     | Suter  | QAT    | SPA     | POR    | FRA 17  | CAT    | GBR    | NED   | GER    | ITA    | USA    | IND    | CZE    | RSM    | ARA    | JPN     | MAL    | AUS     | VAL    | HN   | 0    |